# Felsőrakonca
Felsőrakonca (szlovákul: Horné Rykynčice) Rakonca településrésze, egykor önálló falu Szlovákiában, a Besztercebányai kerületben, a Korponai járásban.

## Fekvése
Korponától 20 km-re délnyugatra a Korpona partján fekszik, ma Rakonca északi részét képezi.

## Története
Rakoncát 1279-ben említik először, ekkor részben királyi birtok, részben a Szent István keresztesek birtoka. Felsőrakoncát külön 1422-ben "Felsewrakancha" alakban említik először. 1497-ben "Felseu Rakoncza" néven említik. A Rakonczay, később Palásthy  családé. A 18. századtól a Koháry-Coburg családé. 1715-ben 22 adózó háztartása volt. 1828-ban 58 házában 350 lakos élt. Lakói főként mezőgazdasággal foglalkoztak.
Vályi András szerint "Alsó, és Felső Rakoncza, Rakinczicze. Két tót falu Hont Vármegyében. Alsónak földes Urai több Uraságok; Felsőnek pedig Nedeczky Úr; Felső Rakoncza az Alsónak filiája, lakosai katolikusok, és evangélikusok, fekszenek egymástól nem meszsze, határjaik középszerűek, szőlőhegyeik tágasak, fájok sem igen van, legelőjök szoros, piatzok Korponán, második osztálybéliek."
Fényes Elek szerint "Felső-Rakoncza, tót falu, Honth vmegyében, 22 kath., 338 ev. lak. Evang. templom. F. u. h. Coburg." 
1910-ben 289, túlnyomórészt szlovák lakosa volt. A trianoni békeszerződésig Hont vármegye Ipolysági járásához tartozott.

## Nevezetességei
- Evangélikus temploma 1794-ben épült a korábbi, 1732-ben épített fatemplom helyett.

## Híres emberek
- Felsőrakoncán született 1814-ben Karol Raphanides zeneszerző és 1822-ben Ján Rotarides költő.
- Itt élt és alkotott Bohuslav Tablic költő és történész.
- Itt volt evangélikus lelkész Matuska József táblabíró, a selyemhernyó tenyésztés országos hírű szakértője, szakíró.
- Itt született 1858-ban Krupec István evangélikus egyházi író.

## Külső hivatkozások
- Községinfó
- Rakonca Szlovákia térképén
- Regionhont.sk
- E-obce.sk Archiválva 2008. február 7-i dátummal a Wayback Machine-ben